# Antoni Boński
Antoni Boński (ur. 12 marca 1911 Lesznowola, data i miejsce śmierci nieznane) – polski funkcjonariusz służb specjalnych, pułkownik.
Polak, pochodzenie robotnicze; od lat 30. członek Komunistycznej Partii Polski.
W organach bezpieczeństwa PRL od 21 marca 1946. Rozpoczął służbę na stanowisku szyfranta w wydziale specjalnym Departamentu II (technika operacyjna i księgowość) Ministerstwa Bezpieczeństwa Publicznego RP. Następnie zajmował następujące stanowiska:
- Zastępca Szefa Wydziału IV (szyfry) Departamentu II MBP RP (18 sierpnia 1946 – 30 kwietnia 1947);
- Szef Wydziału IV Departamentu II MBP RP (1 maja 1947 – 30 września 1952);
- pełniący obowiązki Dyrektora, od 1 stycznia 1953 Dyrektor Biura "C" (szyfry) MBP PRL (1 października 1952 – 9 grudnia 1954);
- Dyrektor Biura „A” Komitetu Bezpieczeństwa Publicznego przy Radzie Ministrów PRL (1 stycznia 1955 – 27 listopada 1956);
- Dyrektor Biura „A” Ministerstwa Spraw Wewnętrznych PRL (28 listopada 1956 – 14 stycznia 1963);
- Zastępca Dyrektora Departamentu Wojskowego Ministerstwa Spraw Wewnętrznych PRL (1 lutego 1963 – 30 czerwca 1968);

Przeszedł na emeryturę 15 lipca 1968.
Ostatni stopień: pułkownik MO.